# Essendon Airport
Essendon Airport är en flygplats i Australien. Den ligger i kommunen Moonee Valley och delstaten Victoria, omkring 11 kilometer nordväst om delstatshuvudstaden Melbourne.
Runt Essendon Airport är det mycket tätbefolkat, med 3 249 invånare per kvadratkilometer.. Närmaste större samhälle är Melbourne, omkring 11 kilometer sydost om Essendon Airport. 
Runt Essendon Airport är det i huvudsak tätbebyggt. Genomsnittlig årsnederbörd är 971 millimeter. Den regnigaste månaden är juni, med i genomsnitt 115 mm nederbörd, och den torraste är januari, med 34 mm nederbörd.